# Hooverphonic
Hooverphonic – belgijski zespół muzyczny, założony w 1995, wykonujący muzykę z pogranicza popu, rocka alternatywnego, indie rocka i dream popu.
Na rynku fonograficznym debiutowali w 1996 albumem studyjnym pt. A New Stereophonic Sound Spectacular, który wydali jako Hoover. Następnie zmienili nazwę zespołu i do 2018 wydali jeszcze dziewięć albumów: Blue Wonder Power Milk (1998), The Magnificent Tree (2000), Hooverphonic Presents Jackie Cane (2002), No More Sweet Music (2005), The President of the LSD Golf Club (2007), The Night Before (2011), Reflection (2013), In Wonderland (2016) i  Looking for Stars (2018). Pięć wydanych przez nich płyt (w tym jedna koncertowa i jedna kompilacyjna) dotarło na szczyt listy najchętniej kupowanych albumów w Belgii. Za sprzedaż swoich płyt i singli otrzymali jedną podwójnie platynową płytę, pięć platynowych i sześć złotych.
W 2020 mieli reprezentować Belgię w 65. Konkursie Piosenki Eurowizji. 18 marca 2020 poinformowano o odwołaniu konkursu z powodu pandemii COVID-19. Zespół wystąpił z utworem „The Wrong Place” w Konkursie Piosenki Eurowizji w 2021.18 maja wystąpili jako 11 w kolejności startowej w pierwszym półfinale i z dziewiątego miejsca awansowali do finału, który odbył się 22 maja. Wystąpili w nim z czwartym numerem startowym i zajęli 19. miejsce po zdobyciu 74 punktów w tym 3 punktów od telewidzów (22. miejsce) i 71 pkt od jurorów (13. miejsce).

## Dyskografia
Albumy studyjne
- A New Stereophonic Sound Spectacular (1996)
- Blue Wonder Power Milk (1998)
- The Magnificent Tree (2000)
- Hooverphonic Presents Jackie Cane (2002)
- No More Sweet Music (2005)
- The President of the LSD Golf Club (2007)
- The Night Before (2011)
- Reflection (2013)
- In Wonderland (2016)
- Looking for Stars (2018)
- Hidden Stories (2021)

Albumy koncertowe
- Sit Down and Listen to Hooverphonic (2003)
- Hooverphonic with Orchestra Live (2012)

Albumy kompilacyjne
- Singles ’96 – ’06 (2006)
- Hooverphonic with Orchestra (2012)
- The Best of Hooverphonic (2016)

Minialbumy (EP)
- Battersea (1998)